# Postumio Lampadio
Postumio Lampadio (in latino: Postumius Lampadius; fl. 408-409) è stato un politico romano dell'Impero romano d'Occidente, in carica sotto l'usurpatore Prisco Attalo.

## Biografia
I primi passi della sua carriera sono noti attraverso due iscrizioni ritrovate in Campania: CIL X, 1704, da Pozzuoli, e CIL X, 3860, ritrovata a Capua. Lampadio era nativo di Capua, di cui restaurò le opere pubbliche e sovvenzionò il popolo, e raggiunse il rango di vir clarissimus, ricoprendo il ruolo di consularis Campaniae.
Una terza iscrizione ritrovata a Roma (CIL VI, 9920) ne attesta la promozione a Praefectus urbi; l'iscrizione non è datata, ma fu incisa tra il 403 e il 408.
Nel 409 ricoprì il ruolo di Prefetto del pretorio d'Italia, nominato dall'usurpatore Prisco Attalo, che si opponeva all'imperatore Onorio. Il suo potere si limitava alle zone controllate da Attalo, mentre in quell'anno sono attestati altri quattro Prefetti del pretorio d'Italia nominati da Onorio - Teodoro, Ceciliano, Giovio e Liberio. Uno di questi, Giovio, passò poi dalla parte di Attalo e succedette a Lampadio come prefetto.